# (10587) Strindberg
(10587) Strindberg est un astéroïde de la ceinture principale d'astéroïdes.

## Description
(10587) Strindberg est un astéroïde de la ceinture principale. Il fut découvert le 14 juillet 1996 à La Silla par Eric Walter Elst. Il fut nommé en honneur de August Strindberg. Il présente une orbite caractérisée par un demi-grand axe de 2,69 UA, une excentricité de 0,07 et une inclinaison de 10,1° par rapport à l'écliptique.

## Compléments